# Raposos (kommun)
Raposos är en kommun i Brasilien.   Den ligger i delstaten Minas Gerais, i den sydöstra delen av landet, 600 km sydost om huvudstaden Brasília. Antalet invånare är 15 345.
Följande samhällen finns i Raposos:
- Raposos

I omgivningarna runt Raposos växer huvudsakligen savannskog. Runt Raposos är det ganska glesbefolkat, med 26 invånare per kvadratkilometer.